# Carausius alluaudi
Carausius alluaudi är en insektsart som först beskrevs av Bolívar 1895.  Carausius alluaudi ingår i släktet Carausius och familjen Phasmatidae. IUCN kategoriserar arten globalt som livskraftig. Inga underarter finns listade.